# Sandhamn

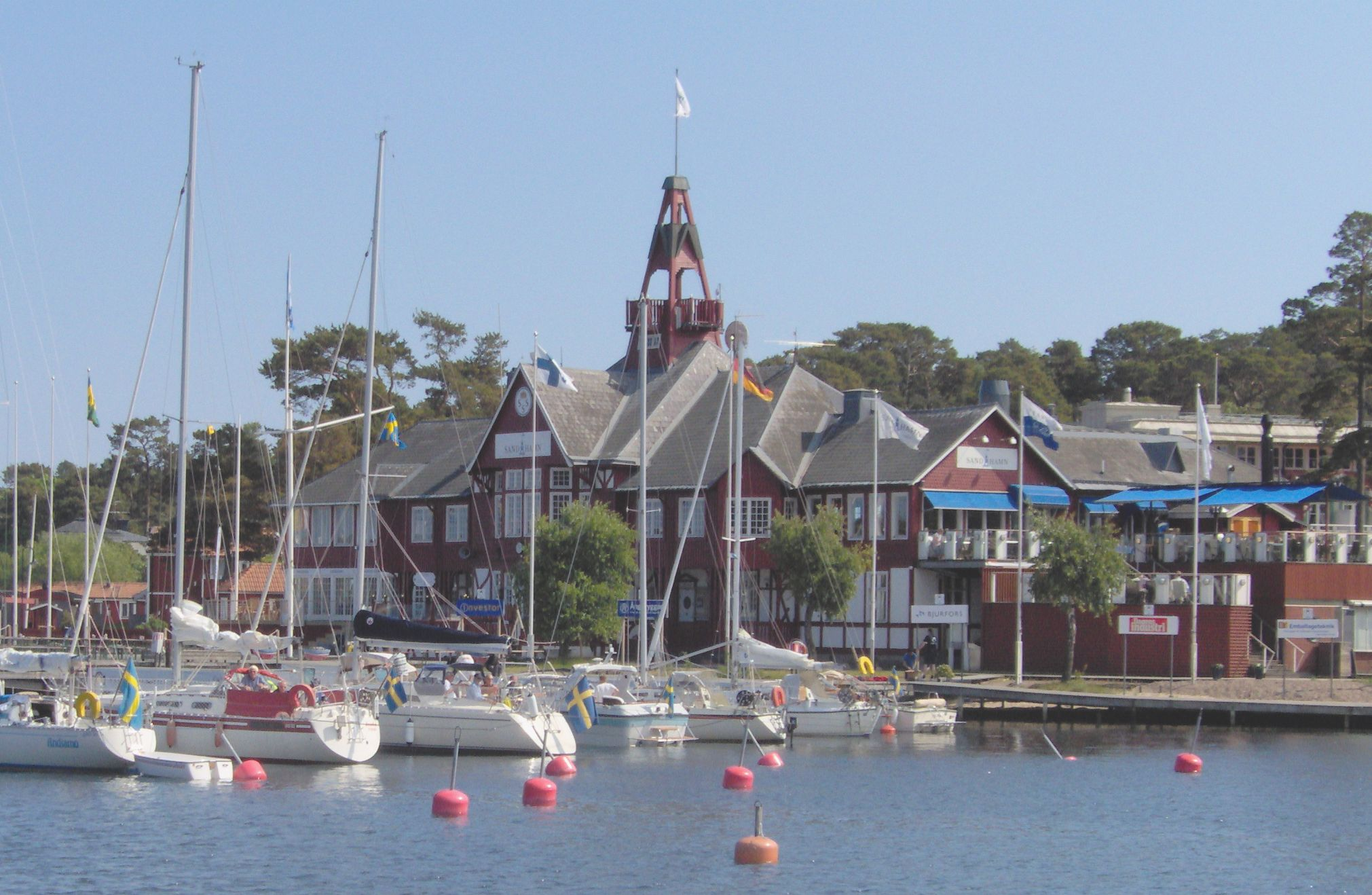
Hotel en jachthaven

Sandhamn is een plaats en Zweeds eiland (ook bekend als Sandön) en maakt deel uit van de archipel van Stockholm. Het behoort tot de gemeente Värmdö. Sandhamn werd de eerste keer in de Middeleeuwen genoemd onder de naam Swea Sandhoe. De plaats is in de zomer populair onder zeilers.
Sandhamn is het decor voor de politieserie Morden i Sandhamn, die gebaseerd is op boeken van schrijfster Viveca Sten.